# Saddam Kamel
Saddam Kamel Hassan al-Majid (arabe : صدام كامل حسن المجيد), né le 1er juillet 1960 à Tel Al Thahab et mort le 23 février 1996 à Bagdad, est un acteur et militaire irakien.

## Biographie
Saddam Kamel Hassan al-Majid est né le 1er juillet 1960 à Tel Al Thahab, une ville située aujourd'hui dans le district de Balad, dans la province de Salah ad-Din. Il entame une carrière militaire au sein de la Garde républicaine irakienne, dont il devient brièvement le commandant avant d'être supplanté en 1986 par Qoussaï Hussein, le fils cadet du président de la République d'Irak Saddam Hussein. En raison de sa ressemblance physique avec ce dernier, il incarne son rôle dans le film de propagande Al-ayyam al-tawila, sorti en 1980.
Saddam Kamel épouse dans le milieu des années 1980 Rana Hussein, la fille cadette de Saddam Hussein, tandis que son frère aîné Hussein Kamel al-Majid épouse Raghad Hussein, la sœur aînée de Rana. Le 7 août 1995, les deux frères, accompagnés de leurs épouses et de leurs enfants, font défection et s'enfuient en Jordanie. Le roi Hussein de Jordanie leur accorde l'asile politique, pendant qu'Hussein Kamel al-Majid accepte de donner des renseignements sur les programmes d'armement secrets irakiens à l'UNSCOM, à la CIA et au MI6.
Ayant obtenu une promesse de pardon de la part du Conseil de commandement de la révolution, les frères Kamel et leurs épouses rentrent en Irak le 20 février 1996. Mais dès leur retour, ils sont contraints de divorcer de leurs épouses et proclamés traîtres. Trois jours plus tard, ils sont tués par les forces de sécurité de Saddam Hussein au cours d'un échange de tirs de 13 heures dans une maison sécurisée. Selon une autre version, ils sont tués par des membres de la tribu al-Majid, qui auraient ainsi voulu couper « la branche traîtresse de la famille ».

### Filmographie
Dans le feuilleton télévisé de la BBC House of Saddam, consacré à l'ascension et la chute de Saddam Hussein, le rôle de Saddam Kamel est tenu par l'acteur franco-suédois Daniel Lundh.